# Bondön
Bondön was een Zweeds eiland behorend tot de Pite-archipel. Het voormalige eiland is in de loop der tijden door de postglaciale opheffing vastgegroeid aan Sör-Haraholmen, ook al een voormalig eiland vergroeid met het vasteland. Het eiland is door middel van een eigen weg verbonden met datzelfde vasteland. Daarnaast loopt er nog een aantal paden over het eiland, dat bijna geheel onbewoond is.
Men wil Bondön verder ontwikkelen vanuit Piteå. Het schiereiland ligt er wat verloren bij. Men wil door het schiereiland een kanaal graven om (a) een betere verbinding te krijgen tussen het noordelijke en zuidelijke deel van de archipel en (b) het toerisme op het eiland te bevorderen. Allerlei toeristische zaken, zoals jachthaven en campings kunnen aan het kanaal gelegd worden. Voorwaarde is dan wel, dat er meer huisjes gebouwd mogen worden. Tegelijkertijd wordt er een windmolenpark gebouwd om de benodigde energie te leveren. De plannen zullen nog wel enige tijd vergen, want de milieueisen zijn streng in Zweden.
Op het eiland zijn in 2008 maar twee plaatsen waar een verblijf geregeld kan worden, Bondön in het zuidwesten en Fiskatorpet in het noordoosten. Daartussen ligt het hoogste punt van het eiland op 13 meter. Bondön vormt de noordelijke grens van de Bondöfjärd.
Eiland: Baggen · Baljan · Bergön · Bergskäret · Bergvättingen · Berkön · Bondökallarna · Bondökallrevet · Bondön · Bursfjärdgrundet · Degerbergsgrundet · Djupgrunden · Döman · Fårön (Piteå) · Fårön (Trundön) · Fjärdvättingen · Fjuksören · Fjuksörrevet · Flottgrunden · Fördärvet · Furuholmen · Görjeskäret · Gråsjähällan · Gråsjälen · Gråsjälgrundet · Grundkallen · Grytan · Guldsmeden · Hällen · Hällskäret · Hällskärsgrundet · Halsören · Hamngrunden · Hamnholmen · Hamnviksgrundet · Hans-Persagrundet · Haraholmsrevet · Huvan · Innersten Bondökallen · Innerstholmen-Bastaholmen · Inre Mjoögrunden · Inre Mörögrundet · Jävre Sandön · Jävreholmen · Klacken · Klemmeten · Klemmetgrundet · Klingergrundet · Klingergrundsrevet · Klinten · Kluntarna · Kluntbrotten · Krokamargit · Lakakallarna · Långörarna · Lappskatagrundet · Lavholmen · Lellrevet · Lill Björn · Lill Rönnskär · Lillhörun · Lill-Leskäret · Lill-Räbben · Lill-Renörarna · Lillrevet · Lill-Sandögrundet · Lill-Sandskäret · Lill-Svinören · Lönngrundet · Lövgrundet · Malen · Malkallen · Medgrundet · Medgrundsrevet · Mellerstön · Mitten Bondökallen · Mjoön · Mörgrundet · Mosesholmen · Näsgrundet · Nörd-Fårön · Nörd-Haraholmen · Nörd-Mörön · Norra revet · Nötögrundet · Nötön · Ol-Svensakallen · Ol-Svensastenarna · Orrskäret · Orrskärsgrundet · Orrskärsrevet · Örsgrönnan · Patta Peken · Peken · Pitholmen · Pultvikhällan · Rävagrundet · Renön · Renskär · Renskärsrevet · Ringelrevet · Sandöklubben · Sandön · Sandskärsgrundet · Sandskärshörn · Skabbgrundet · Skottgrundet · Sladagrunden · Smågrunden · Söran · Sör-Fårön · Sör-Haraholmen · Spaningsören · Stenskäret · Stor Dödmannen · Storfjärdsgrunden · Storgrundet · Storhörun · Stor-Leskäret · Stor-Räbben · Stor-Renörarna · Storrevet · Stor-Sandskäret · Storstenen · Storstenrevet · Stor-Svinören · Tallskäret · Timmermannen · Trundön · Trutgrundet (Bergön) · Trutgrundet (Bondön) · Tvarun · Vargön · Västra revet · Vidvästern · Vorrskärsgrundet · Yttersten Bondökallen · Ytterstholmen · Yttre Degerstensgrundet · Yttre Mjoögrunden · Yttre Mörögrundet · Yxvättingen
Ondiepte: Storstengrundet